# 보조수용체
보조수용체(補助受容體, 영어: co-receptor)는 리간드 인식을 용이하게 하고 병원체가 숙주 세포로 유입되는 것과 같은 생물학적 과정을 시작하기 위해 1차 수용체 외에도 신호전달 분자와 결합하는 세포 표면 수용체이다.

## 특성
보조수용체라는 용어는 신호전달, 즉 외부 자극이 세포 내부 기능을 조절하는 과정을 설명하는 문헌에서 자주 언급된다.

## 같이 보기
- 신호전달